# 이온성 화합물

이온 결합의 예: Na+ + F- -> NaF

이온성 화합물(Ionic compound)이란 정전기력에 의해 서로 반대되는 전하를 가진 이온들이 이온 결합을 통해 순차적인 배열로 구성된 화합물을 말하며, 이 화합물은 일정한 비율을 통해 전기적인 중성을 나타낸다.

## 같이 보기
- 이온
- 화합물